# Алумні Атлетік
«Алумні Атлетік Клуб» або просто «Алумні Атлетік» (ісп. Alumni Athletic Club) — неіснуючий аргентинський футбольний клуб з міста Буенос Айрес, який існував у перші роки появи спортивного життя в Аргентині. Створений 1893 року групою учнів Вищої Англійської школи Буенос-Айреса на чолі з Александром Вотсоном Гаттоном (вважається «батьком» аргентинського футболу) сформували футбольну команду для участі в чемпіонаті під егідою Футбольної ліги Аргентинської Асоціації (саме під цією назвою функціонувала Аргентинська футбольна асоціація, заснована того ж року). Проте офіційно команду зареєстрували лише 1898 року.
Команда виступала до 1911 року, а у 1913 році через внутрішні проблеми команду розформували. Під час виступів у Прімера Дивізіоні «Алумні» здобули 10 титулів чемпіонів Аргентини, а також багато національних та міжнародних кубків, ставши одним з найважливіших клубів в історії аргентинського футболу.

## Досягнення

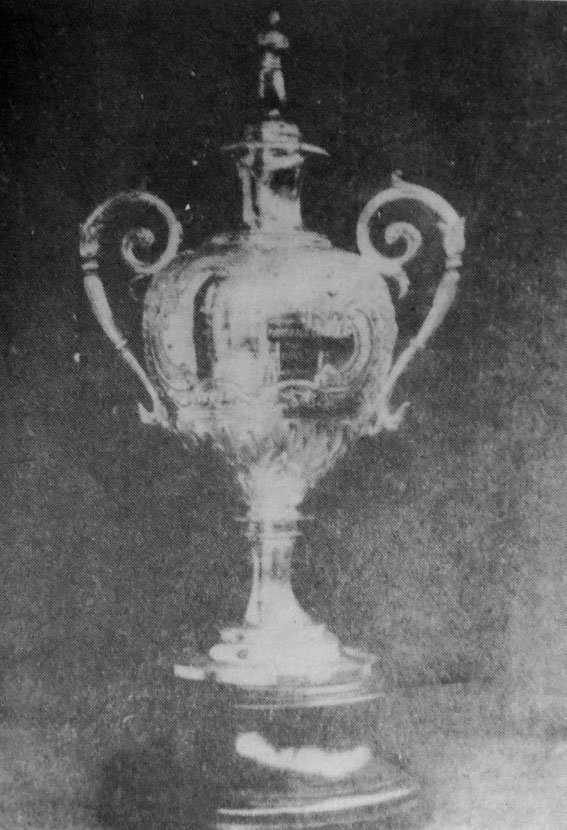
Фотографія трофею, який «Алумні Атлетік» завоював у 1900, 1901 та 1902 роках

- Прімера Дивізіон
  -  Чемпіон (10): 1900, 1901, 1902, 1903, 1905, 1906, 1907, 1909, 1910, 1911

- Кубок пошани Муніципалітету Буенос-Айреса
  -  Володар (2): 1905, 1906

- Кубок змагання Клубу Жокеїв
  -  Володар (3): 1907, 1908, 1909

- Кубок Тай Компетишн
  -  Володар (6): 1901, 1903, 1906, 1907, 1908, 1909

- Кубок Пошани Коусиньєр
  -  Володар (1): 1906